# Źródliska (Tatry)

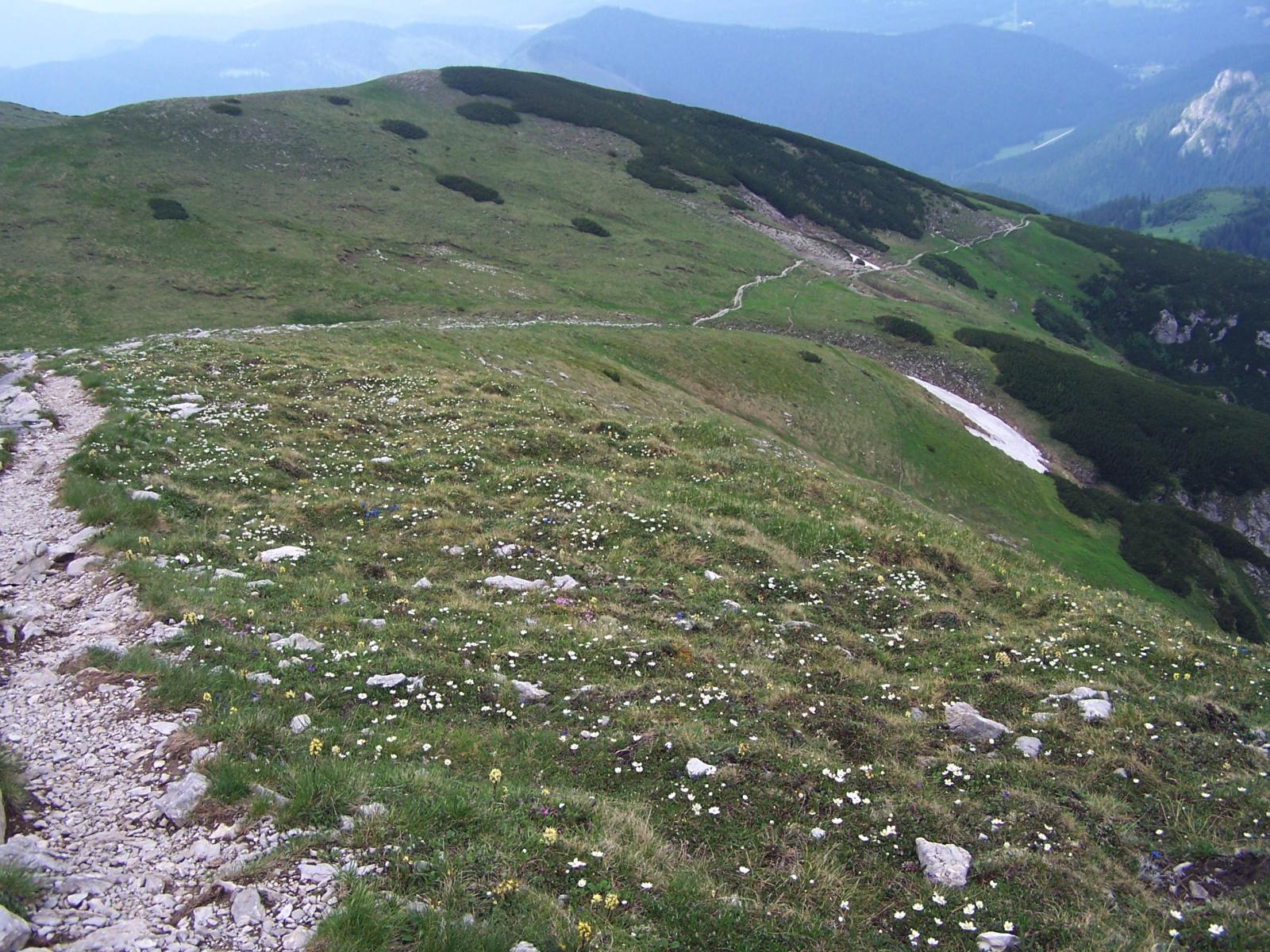
Źródliska

Źródliska – północno-wschodnie stoki Upłaziańskiej Kopy w polskich Tatrach Zachodnich. Znajdują się powyżej skały Piec, na wysokości około 1600–1750 m n.p.m. i opadają do Doliny Miętusiej. Nazwą określa się tylko górną, podgraniową część stoków, do miejsca, w którym opadają urwiskiem do Doliny Miętusiej. Są to trawiaste tereny, dawniej wypasane i należące do Hali Upłaz. Po zaprzestaniu wypasu stopniowo zarastają kosodrzewiną. Nazwa pochodzi stąd, że znajdują się w nich trzy źródełka. Wypływające z nich niewielkie strumienie spływają do Małej Świstówki i Wołowego Żlebu w Dolinie Miętusiej. Na terenie tym często przebywają kozice.
Przez Źródliska prowadzi popularny szlak turystyczny. Zimą jednak szlak ten prowadzi powyżej Źródlisk, granią Upłaziańskiej Kopy (tzw. szlak zimowy).

## Szlaki turystyczne
– czerwony z Cudakowej Polany przez Adamicę, Upłaziański Wierszyk, polanę Upłaz, Chudą Przełączkę i Twardy Grzbiet na Ciemniak. Czas przejścia: 3:25 h, ↓ 2:30 h.